# 食尚玩家
《食尚玩家》（英語：Super Taste）為臺灣TVBS歡樂台的美食旅遊節目。第一季《食尙玩家》自2007年2月5日開始播出，該時期播出內容為：星期一、星期二《食尙玩家》，星期三《食尚玩家－來去住一晚》及星期四《食尚玩家－就要醬玩》，發展出多樣化的節目型態，成為臺灣最廣為人知的美食節目之一。2011年主持人浩角翔起更一舉獲得第46屆金鐘獎最佳綜藝節目主持人獎。
2018年7月，因電視台調整節目時段，導致主持人無限期請假事件，節目停播近半年，直到2019年5月4日改版為第二季《食尚玩家－歡樂有夠讚》，並調整至每週六晚上八點播出，由曾國城、「食尚主廚」詹姆士、外景主持人曾子余、謝雨芝（Dora）、代班主持人楊雅筑共同主持。
第三季《食尙玩家》於2020年4月復播，由威廉、風田、莎莎、哈孝遠、MAX、張立東、納豆、梁赫群、夢多、舒子晨、張文綺擔任主持群。星期二《食尙玩家》，由「元老」莎莎使出看家本領，帶領哈孝遠、麥克斯執行驚喜任務；納豆與張立東搭檔主持星期三《食尙玩家－2天1夜go》，體驗秘境輕旅行帶來的小確幸；星期四《食尙玩家－瘋狂總部》，梁赫群、舒子晨、夢多、張文綺實行各種瘋狂idea，還有一隻超人氣寵物雞GG搞笑串場；星期五威廉與風田帶領觀眾《食尙玩家－熱血48小時》，兩人想品嚐美食就得上山下海，在時間內走完製作單位排的行程。
2021年3月，傳出元老莎莎以身體狀況為由將請辭，整組人走光哈孝遠也交主持棒，梁赫群也交主持棒，陳零九及小賴因其他工作也交主持棒，由主持人：威廉、風田、Dora、曾子余、納豆、 
蔡君茹、 小禎、李易、大文、林莎、胡釋安接手。

## 播出時間
此為2020年改版後播出時間。

### 首播
| 頻道          | 所在地                                                         | 播出日期                     | 播出時間                  |
| ------------- | -------------------------------------------------------------- | ---------------------------- | ------------------------- |
| TVBS精采台    | 臺灣                                                           |                              | 每週一至週四 21:00～22:00 |
| TVBS歡樂台    | 臺灣                                                           | 2007年2月5日-2018年7月17日   | 每週一至週四 22:00～23:00 |
| TVBS歡樂台    | 臺灣                                                           | 2018年7月18日-2018年10月16日 | 每週一至週四 23:00～24:00 |
| TVBS歡樂台    | 臺灣                                                           | 2018年10月17日-2018年12月6日 | 每週一至週四 23:15～24:15 |
| TVBS歡樂台    | 臺灣                                                           | 2020年4月6日-2021年12月30日  | 每週一至週四 22:00～23:00 |
| TVBS歡樂台    | 臺灣                                                           | 2022年1月3日-                | 每週一至週五 22:00～23:00 |
| LiTV 線上影視 | 臺灣                                                           |                              | 天天更新                  |
| 愛奇藝台灣站  | 臺灣                                                           |                              | 23:00上架                 |
| WeTV          |                                                                | 23:00上架                    |                           |
| TVBS-Asia     | 香港 · 澳門 · 菲律賓 · 泰國 · 印度尼西亞 · 新加坡 · 马来西亚 · | 2007年 - 2018年4月1日        | 每週六至週日 18:00～19:00 |
| TVBS-Asia     | 香港 · 澳門 · 菲律賓 · 泰國 · 印度尼西亞 · 新加坡 · 马来西亚 · | 2007年 - 2018年4月1日        | 每週六至週日 22:00～23:00 |
| TVBS-Asia     | 香港 · 澳門 · 菲律賓 · 泰國 · 印度尼西亞 · 新加坡 · 马来西亚 · | 2018年4月2日起               | 每週一至週四 22:00～23:00 |
| TVBS-Asia     | 香港 · 澳門 · 菲律賓 · 泰國 · 印度尼西亞 · 新加坡 · 马来西亚 · | 2018年4月2日起               | 每週六至週日 20:00～21:00 |

## 平日重播
| 頻道/影音  | 所在地   | 播出日期     | 播出時間                  |
| ---------- | -------- | ------------ | ------------------------- |
| TVBS歡樂台 | 中華民國 | 2020年4月7日 | 每週二至週六 01:00－02:00 |
| TVBS歡樂台 | 中華民國 | 2020年4月7日 | 每週二至週六 04:00－05:00 |
| TVBS歡樂台 | 中華民國 | 2020年4月7日 | 每週一至週五 08:00－09:00 |
| TVBS歡樂台 | 中華民國 | 2020年4月7日 | 每週二至週五 12:00－13:00 |
| TVBS歡樂台 | 中華民國 | 2020年4月7日 | 每週二至週五 18:00－19:00 |

## 平日版（第一季）

### 食尚玩家（週一、週二）
- 時間：2007年2月5日 - 2018年7月17日。
- 主持人：浩角翔起、莎莎、顏永烈、愷樂 、夢多、巴鈺。
- 常規節目內容包含美食PK賽、國外旅遊、幕後花絮特輯、簡短幕後花絮。
- 特輯包含天下第一夜市爭霸戰（2007）、美食之都封王戰（2008—2009）、美食小鎮PK大賽（2010）、夏日熱鬪篇1－跳島接力賽（2011）、食尚玩家大亂鬥－是誰說就要醬玩（2011）、夏日熱鬪篇2－真硬鐵道大富翁：（2012）、亞洲六大城市－挖係背包王（2013）、夏日熱鬪篇3－命運規劃局（2013）、金食尚－百大美食英雄榜（2014）、夏日熱鬪篇4－ㄨㄚ係總舖師（2014）、夏日熱鬪篇5－誰是賓果王（2015）、夏日熱鬪篇6－誰是撲克王（2016）、夏日熱鬪篇7－決戰積分點（2017）、夏日熱鬪篇8－寶藏在哪裡（2018）。

### 食尚玩家—來去住一晚（週三）
- 時間：2008年11月5日－2019年3月16日。

### 食尚玩家—就要醬玩（週四）
- 時間：2008年11月6日－2018年12月6日。

## 週末版（第二季）

### 食尚玩家—歡樂有夠讚（週六）
- 時間：2019年5月4日－2020年3月21日。
- 節目內容
  - 賽前：會準備一樣食材，詢問相關問題，由兩隊隊長搶答，答對者在「食尚All Pass」可選擇先攻或後攻，後來增加「極品歡樂頌」可獲得一題提示。
  - 極品歡樂頌：觀看介紹美食的影片，並出相關問題讓兩隊作答，有時答對可品嘗美食。
  - 食尚All Pass：答題競賽，分為食尚題、玩家題及斗內題，一隊四人答題，每題一人答對可得10分，若4人都答對可得50分。
  - 老詹的50道風味：獲勝的一方可品嘗詹姆士做的料理，落敗的一方要派出一位當二廚。若「食尚All Pass」及「極品歡樂頌」兩隊戰成平手，詹姆士會準備一樣食材讓兩隊估價，接近的一方獲勝。

## 平日版（第三季）
2020年4月改版，週一至週分別為「熱血48小時」、「食尚玩家」、「兩天一夜」、「瘋狂總部」。2024年4月改版，週一「呷Play」、週三「兩天一夜GO」、週五「熱血48小時」維持，週二、週四更換新的節目企劃。

### 食尚玩家—呷Play（週一）
- 時間：2022年1月3日－2025年3月10日，之後為其他節目片段之重播。
- 主持人：鄭豐毅（2022年1月3日－2025年3月10日）、鍾岳軒（2023年2月14日－2025年3月10日）、賴雅琪（2023年2月14日－2025年3月10日）、陳彥廷（2023年2月14日－2025年3月10日）、黃柏峰（2023年2月14日－2025年3月10日）

### 食尚玩家（週二）
- 時間：2020年4月7日－2021年4月6日。
- 主持：莎莎（2020年4月7日—2021年4月6日）、哈孝遠（2020年4月7日—2021年4月6日）

### 食尚玩家—魚肉鄉民（週二）
- 時間：2021年4月13日—2024年4月2日
- 主持：陳零九（2021年4月13日—2022年4月5日）、小賴（2021年4月13日—2022年7月26日) 、胡盈禎（2022年4月12日—2024年2月20日）、胡釋安（2022年9月6日—2023年11月21日）
  - 陳零九休養和因工作請假期間，由紀卜心、阿樂、焦凡凡、黃偉晉、戴祖雄、阿達代班。
  - 小賴因工作和休息期間，由張立東、理科太太代班。
  - 小賴請辭至胡釋安正式主持期間，由路嘉怡代班。
  - 胡盈禎休息期間，由江宏傑、梁凱莉代班。
- 網路獨家節目：食尚新零駒（2021年4月13日—2022年4月5日），食尚禎不賴（2022年4月12日—2022年4月19日），一起來吃紅（2022年5月17日—2022年5月22日）。
- 期間特定：2021年12月28日食尚愛無限，2022年4月26日陳零九食尚最終回。

### 食尚玩家—Hello腹餓代（週二）
- 時間：2024年4月9日—2025年4月23日，之後為其他節目重播的片段。
- 主持：韋汝（2024年4月9日—2025年4月23日）、紀言愷（2024年4月9日—2025年4月23日）

### 食尚玩家—兩天一夜GO（週三）
- 時間：2020年4月8日—至今
- 主持：曾子余（2020年8月19日—）、納豆（2020年4月8日—2022年3月16日，2023年5月29日—）、梁舒涵（2024年5月29日—）、張立東（2020年4月8日—2020年8月12日）、蔡君茹（2022年11月12日—2024年3月27日）。
  - 納豆休養期間，由蔡君茹（26集）、梁舒涵（8集）、張文綺（7集）、郭彥均（5集）、黃鐙輝（2集）代班。
- 節目內容：開啟台灣兩天一夜旅遊寶典。

### 食尚玩家—瘋狂總部（週四）
- 時間：2020年4月9日—2024年4月4日
- 主持：李易（2020年4月9日—2024年4月4日）、林莎（2020年4月9日—2024年4月4日）、大文（2020年4月9日—2023年06月15日）、梁赫群（2020年4月9日—2022年2月10日）、房思瑜（2023年2月9日-2023年05月11日）
- 節目內容：由李易領軍，挑戰瘋狂。

### 食尚玩家—天菜就醬吃（週四）
- 時間：2024年4月11日—至今
- 主持：林莎（2024年4月11日—）、卞慶華（2024年4月11日—）
- 節目內容：由林莎、卞慶華，挑戰天菜就醬吃。

### 食尚玩家—熱血48小時（週一、週五）
- 時間：2020年4月6日—2021年12月27日（週一），2022年1月7日—至今（週五）
- 主持：風田（2020年4月6日—）、謝雨芝（2020年10月5日—）、威廉（2020年4月6日—2025年5月31日）
- 節目內容：上山下海熱血48小時。

## 節目相關事件

### 印度德里賈瑪清真寺槍擊案
2010年9月19日上午，食尚玩家團隊於印度德里賈瑪清真寺3號門外準備拍攝外景時，受到恐怖組織「印度聖戰士」的槍襲。兩名蒙面歹徒共乘一輛機車，持AK-47步槍朝巴士旁的食尚玩家團隊掃射，團隊人員見狀分頭逃跑，其中兩名攝影師及主持人莎莎逃往所乘巴士上，登車途中兩名攝影師被子彈打中，後送醫院急救。其中柯姓攝影師右腹中彈、傷勢嚴重，於當地醫院緊急開刀；另一古姓攝影師後腦勺遭子彈擦過，無生命危險。主持人莎莎及工作人員則是飽受到驚嚇。
槍擊發生後三小時，於清真寺3號門外，該組織又引爆一輛汽車上的炸彈。
此攻擊事件受印度與台灣的關注，成為兩地電視台的頭條新聞。由於攻擊事件發生在2010年10月於德里舉行的大英國協運動會開幕前夕，印度政府將德里及孟買的旅遊警戒升高到紅色警示等級；中華民國外交部隨後跟進，警告國人避免前往印度旅遊。
9月28日，槍擊案過後第9天，柯姓攝影師搭機返台，由於印度為超級細菌疫區，下機後即被送往臺北榮民總醫院隔離病房隔離。經過檢疫，疾管局證實柯姓攝影師帶有超級細菌，成為台灣首起NDM-1帶菌者，所幸未出現感染症狀。經過治療後兩人皆已康復。
2011年印度警方證實已經逮捕該案相關嫌犯，但印度警方卻遲未正式起訴。印度內政部長齊丹巴蘭於內政部例行記者會上，以該案嫌犯未全數落網為由，答覆台灣中央通訊社駐印度記者何宏儒何以遲未起訴之提問。直到2012年6月，印度警方才正式起訴。德里警方表示，該組織為了在2010年大英國協運動會之前破壞印度形象，於是找尋人多的景點，針對觀光客發動攻擊。
2013年8月28日，犯下孟買爆炸案、賈瑪清真寺槍擊案等多起恐怖攻擊的「印度聖戰士」，組織創始人之一的亞辛·巴特卡遭到印度警方逮捕。

### 主持人無限期請假及後續發展
2018年7月，TVBS推出8點檔《女兵日記》大受歡迎，因此調整節目規劃，加上重播時段，2018年7月18日起將《女兵日記》加長三小時播出。原晚間十點節目《食尚玩家》，延後一小時改為晚間11點播出。但因主持人都簽有條款，不可以接同時段的節目，阿翔跟國光幫幫忙對打，巴鈺和一袋女王撞到同時段。2人和電視台商討過後，決定和《食尚玩家》暫時無限期請假。2019年10月，第一季《食尚玩家》部分主持群浩角翔起、顏永烈及部分原噗隆共製作團隊則另創立網路節目鬧著玩。

## 獎項殊榮

### 金鐘獎
| 年份   | 獲提名                       | 獎項                             | 結果 |
| ------ | ---------------------------- | -------------------------------- | ---- |
| 2011年 | 浩角翔起                     | 第46屆金鐘獎最佳綜藝節目主持人獎 | 獲獎 |
| 2011年 | 食尚玩家                     | 第46屆金鐘獎最佳綜藝節目獎       | 提名 |
| 2014年 | 食尚玩家夏日熱鬪篇命運規劃局 | 第49屆金鐘獎節目行銷獎           | 提名 |

## 出版雜誌
- 食尚玩家雜誌（隔周四發行，於2017年11月號發行最後一期，總期數NO.361）

## 外部連結
- 官方网站（繁體中文）
- 食尚玩家的Facebook專頁（繁體中文）
- YouTube上的食尚玩家頻道（繁體中文）
- 食尚玩家美食小吃總整理 （页面存档备份，存于）（至2020年9月）（繁體中文）

## 作品的變遷
| 臺灣 TVBS歡樂台 每週一至週四 22:00 - 23:00 | 臺灣 TVBS歡樂台 每週一至週四 22:00 - 23:00           | 臺灣 TVBS歡樂台 每週一至週四 22:00 - 23:00       |
| --- | ---------------------------------------------------- | ------------------------------------------------ |
| | 食尚玩家（第一季） （2007年2月5日 - 2018年7月17日）  |                                                  |
| 未知 | 女人我最大 （2018年7月18日 - 至今）                  |                                                  |
| 新加坡 新傳媒U頻道 每週五 21:00 - 22:00 |                                                      |                                                  |
| 台湾1001个故事 （2019年10月18日 - 2020年1月17日）                                                                                                | 食尚玩家（第二季） （2020年1月31日 - 2020年7月24日） | 台湾1001个故事 （2020年7月31日 - 2021年3月26日） |
| 臺灣 TVBS歡樂台 2020年－2021年每週一至週四 22:00 - 23:00；2022年起每週一至週五 22:00 - 23:00                                                     |                                                      |                                                  |
| 女力報到－愛神出任務 （2020年3月6日 2020年-4月3日 ）                                                                                             | 食尚玩家（第三季） （2020年4月6日 -至今 ）           | —                                                |
| 香港、 澳門、 菲律賓、 新加坡、 马来西亚、 印度尼西亞、 · TVBS-Asia 2020年－2021年每週一至週四 22:00 - 23:00；2022年起每週一至週五 22:00 - 23:00 |                                                      |                                                  |
| 二分之一強 （2019年10月14日 - 2020年4月2日) (2020年4月11日起改为每週六至日21:00(UTC+8)播出)                                                      | 食尚玩家（第三季） （2020年4月6日 - ）               | —                                                |